# Gülden Kuzubaşıoğlu
Gülden Kayalar Kuzubaşıoğlu (ur. 5 grudnia 1980 w Samsunie) – turecka siatkarka, reprezentantka kraju. Występuje na pozycji libero. Wraz z reprezentacją zdobyła srebrny medal na mistrzostwach Europy w 2003 roku rozgrywanych w Turcji. Uczestniczyła na mistrzostwach świata w 2006 w Japonii. Do sezonu 2016/2017 przez 14 lat występowała w drużynie Eczacıbaşı Stambuł.

## Sukcesy klubowe
Mistrzostwo Turcji:
- 2006, 2007, 2008, 2012
- 2009, 2013
- 2004, 2005, 2010, 2011, 2014, 2015, 2016

Puchar Top Teams:
- 2005

Puchar Turcji:
- 2009, 2011, 2012

Superpuchar Turcji:
- 2011, 2012

Liga Mistrzyń:
- 2015
- 2017

Klubowe Mistrzostwa Świata:
- 2015, 2016

## Sukcesy reprezentacyjne
Mistrzostwa Europy:
- 2003
- 2011

Igrzyska Śródziemnomorskie:
- 2005

Liga Europejska:
- 2009

Grand Prix:
- 2012

## Nagrody indywidualne
- 2003 - Najlepsza broniąca zawodniczka Mistrzostw Europy
- 2005 - Najlepsza przyjmująca zawodniczka Mistrzostw Europy
- 2012 - Najlepsza przyjmująca zawodniczka Grand Prix[1]
- 2015 - Najlepsza libero Final Four Ligi Mistrzyń